# Акведук для фонтанов Летнего сада

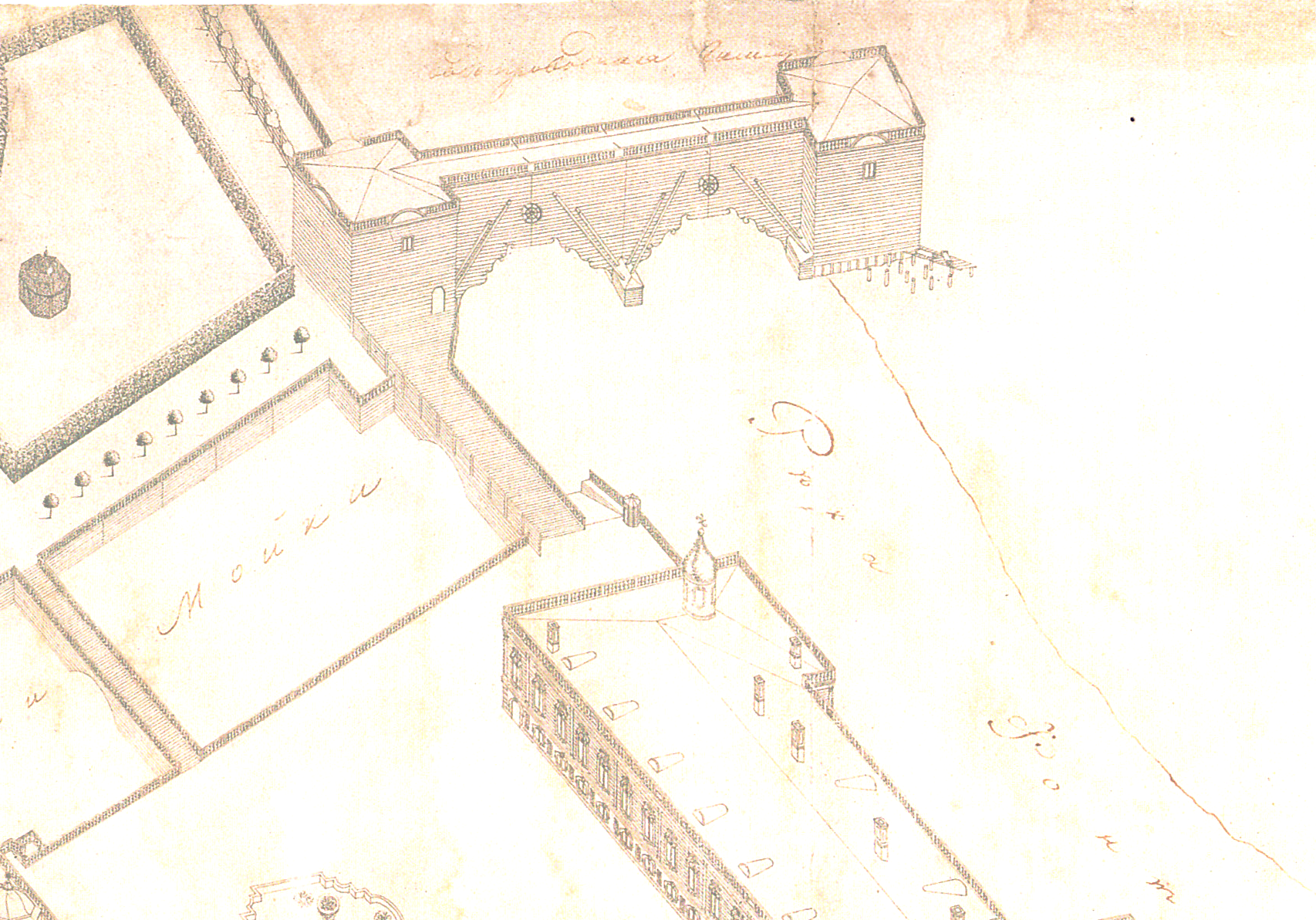
Акведук через Фонтанку, взгляд с южной стороны из аксонометрического плана Петербурга

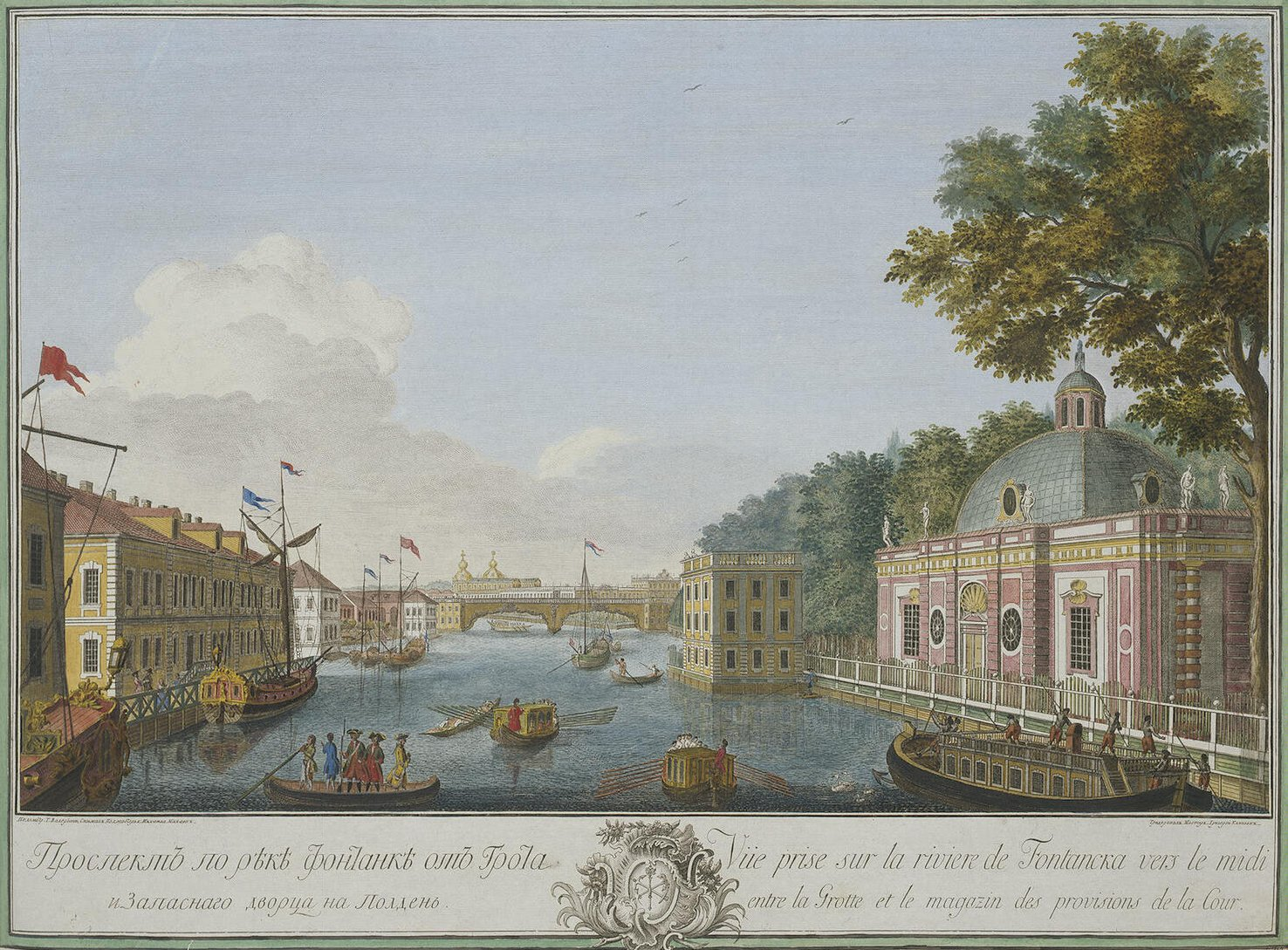
Вид на Фонтанку и акведук вдалеке со стороны летнего сада 1753 год

Акведук для фонтанов Летнего сада — деревянный акведук, построенный в 1740—1745 годах через реку Фонтанку по проекту Бартоломео Растрелли примерно на месте нынешнего Пантелеймоновского моста. Представлял собой водовод через Фонтанку с крытым пешеходным мостом через Мойку, богато украшенный лепниной и вырезанными линиями арок в стиле барокко. Вместе с Летним садом и Летним дворцом Елизаветы Петровны формировал архитектурный ансамбль.
Акведуки для питания фонтанов Летнего сада строились ещё при Петре I, водопроводящие системы строились на левом берегу Фонтанки, и с помощью акведуков вода поступала к фонтанам Летнего сада. Такие акведуки строились и разбирались несколько раз, так как мешали проходить судам. При строительстве Летнего дворца Елизаветы Петровны на левом берегу, где располагались водопроводящие системы и проходил старый акведук, было решено расчистить территорию и проложить новый акведук на несколько десятков метров выше по течению Фонтанки. Акведук также обеспечивал пешеходный переход между дворцом и Летним садом, само строение проходило через Фонтанку, а пешеходная часть строения перпендикулярно была проложена через Мойку, придавая всему строению Г-образную форму.
Акведук был построен для питания водой фонтанов Летнего сада, сама вода поступала из накопительных бассейнов на месте будущего Некрасовского сада. Изначально располагавшиеся на левом берегу водопроводящие системы было решено перенести на правый берег к Летнему саду, чтобы расчистить территорию под строительство дворца Елизаветы. Вода поступала из трёх водоводных башен с южной стороны Летнего сада. Акведук был разобран в 1777 году после ликвидации фонтанов Летнего сада, на его месте устроили перевоз лодками.